# Schnauzer
Schnauzer sind rauhaarige Haushunde mit einem kräftigen Schnauzbart und dichten Augenbrauen. Es gibt drei verschieden große Rassen: den Riesenschnauzer, den Mittel- oder Standard-Schnauzer und den Zwergschnauzer.
In der Systematik der FCI werden sie unter Nr. 181, 182 und 183, Gruppe 2, Sektion 1.2 geführt. Ursprung der drei Rassen ist Deutschland.

## Herkunft und Geschichtliches

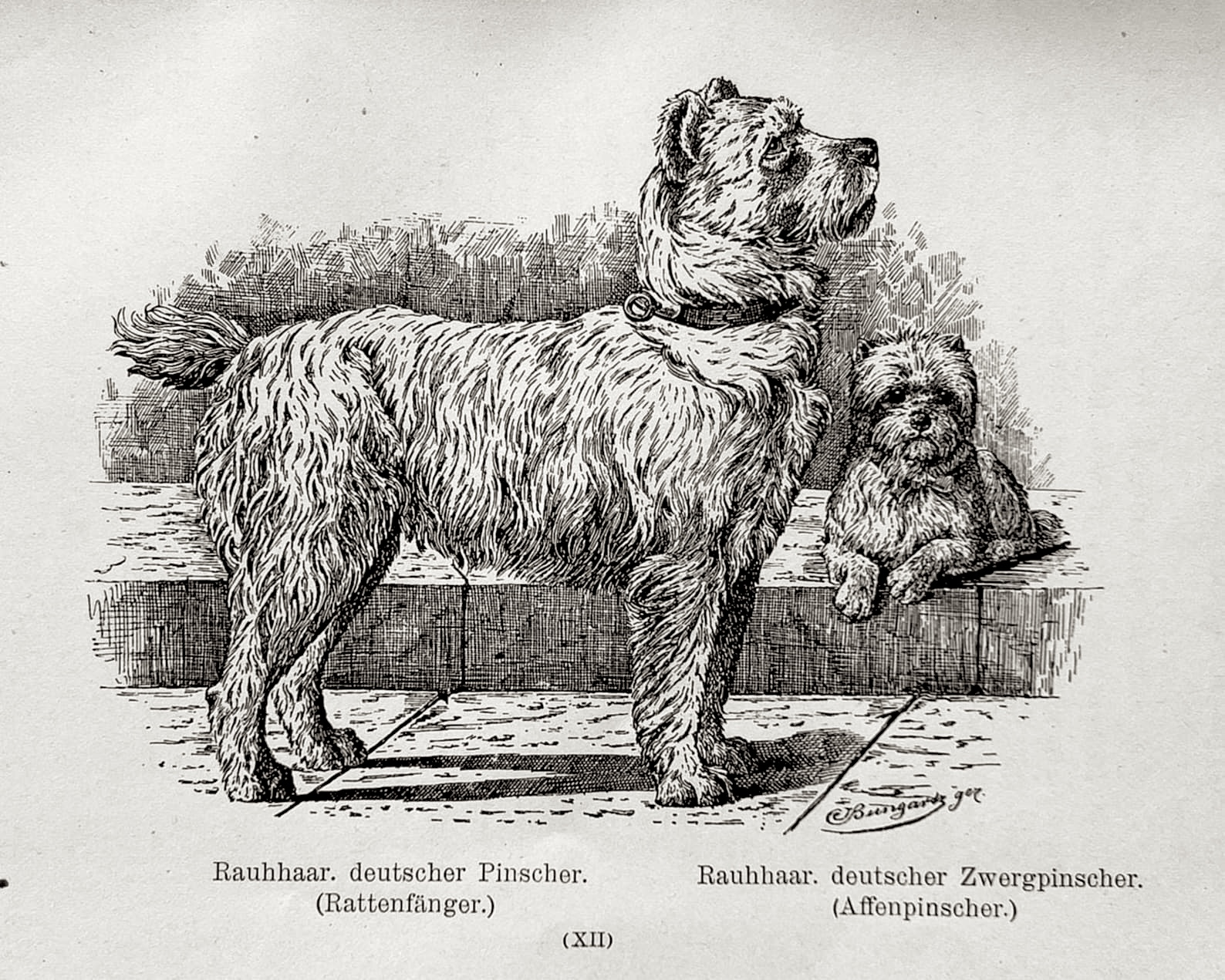
Rauhaariger Pinscher und rauhaariger Zwergpinscher, gezeichnet von Jean Bungartz 1884

Schnauzer und Pinscher sind im Grunde der gleiche Rassentyp. Sie unterscheiden sich lediglich in der Fellstruktur. Ursprünglich herrschte der Typ Schnauzer, also der rauhaarige Typ vor, wobei er damals rauhaariger Pinscher genannt wurde. Heutzutage werden sowohl Schnauzer als auch Pinscher noch weiter in drei Rassen unterschiedlicher Größe unterschieden.
Der Schnauzer kommt ursprünglich aus Württemberg und ist alter Herkunft, die auf den mittelalterlichen Biberhund und die einheimischen Schäferhunde zurückgeht.
Ursprünglich benutzte man den kleinen Schnauzer im süddeutschen Raum als Stallhund, mit Eifer lauerte er Ratten und Mäusen auf, was ihm den Namen „Rattler“ einbrachte. Bei der Gründung des Pinscher-Schnauzer-Klubs im Jahre 1895 wurde er als rauhaariger Pinscher geführt. Sein Haar ist drahtig hart und dicht in der Decke und mittelhart an den Läufen, am Bart und Augenbrauen. Es gibt die Farbschläge reinschwarz und pfeffer-salz bei allen drei Rassen (Größen), schwarz-silber bei den Riesen und Zwergschnauzern  und zusätzlich bei den Zwergen noch den  Farbschlag weiß.

## Riesenschnauzer
Der Riesenschnauzer lebte ursprünglich als Hirten- und Wachhund auf den großen Almen in den Alpen. Er verteidigte auch Fuhrwerke vor möglichen Angreifern. Man nannte ihn eine Zeit lang „rußigen (schwarzen) Bärenschnauzer“.
Seit 1925 wird er als deutsche Polizei- und Diensthundrasse anerkannt.
Der Riesenschnauzer ist ein sehr wachsamer, intelligenter und sensibler Hund, der Fremden gegenüber eher misstrauisch ist. In seiner Familie jedoch ist er sehr anhänglich und braucht Aufmerksamkeit. Da der Riesenschnauzer früher Fuhrwerke auf ihren langen Fahrten begleitete, braucht er viel Bewegung und Beschäftigung, aber auch ausreichend Ruhephasen.
Riesenschnauzer sind sehr robuste und muskulöse Hunde. Die Größe variiert von 60 bis zu 70 cm. Riesenschnauzer erreichen ein Gewicht von ca. 35–47 kg. Wie bei den meisten großen Hunderassen tritt auch beim Riesenschnauzer die Erbkrankheit Hüftdysplasie auf. Allerdings ist der Prozentsatz der betroffenen Hunde relativ klein.
Das Fell, in schwarz,  pfeffer-salz oder schwarz-silber, ist sehr pflegeleicht: Es ist hart und drahtig. Regelmäßig muss das Fell getrimmt werden. Richtig gepflegt, verliert der Hund so weniger Haare.
In Deutschland ist der Pinscher-Schnauzer-Klub 1895 e. V. der einzige vom Verband für das Deutsche Hundewesen e. V. (VDH) anerkannte Rassezuchtverband und somit für den Standard der Rasse verantwortlich.

## Mittelschnauzer
Der Mittelschnauzer (auch Standardschnauzer oder schlicht Schnauzer genannt) ist der ursprüngliche Typ der Rasse und war schon lange in München beliebt, wo er Fuhrwagen begleitete und bei den Pferden im Stall lebte. Die Hunde mussten die Waren sowie das Hab und Gut ihrer Besitzer zuverlässig und selbstbewusst verteidigen, was sich noch heute im Verhalten der Schnauzer widerspiegelt. Der Mittelschnauzer wird 45 bis 50 cm groß und wiegt 14 bis 20 kg. Es gibt ihn in den Farben Schwarz und Pfeffer-Salz.

## Zwergschnauzer

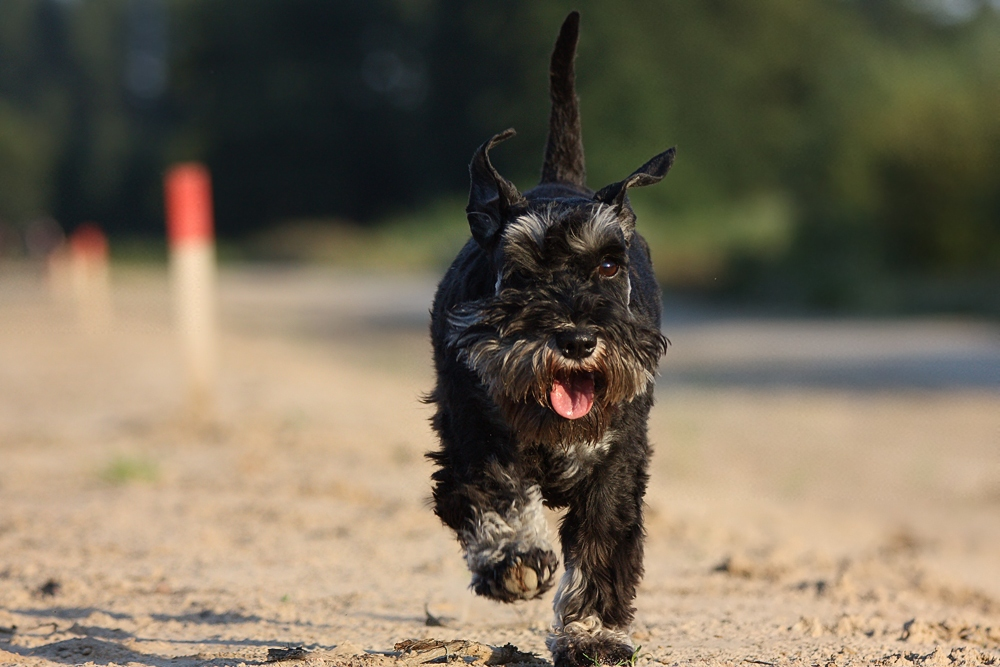
Zwergschnauzer im Lauf

Der Zwergschnauzer wird seit 1880 gezüchtet. Der Zwergschnauzer ist ein verkleinertes Abbild des Schnauzers, ohne die Mängel zwerghafter Rassen. Laut Rassestandard ist er klein, kräftig, eher gedrungen als schlank, rauhaarig und elegant. Ein weiteres Merkmal ist der quadratische Bau, wobei die Widerristhöhe ungefähr der Rumpflänge entspricht. Die Größe beträgt bei Rüden und Hündinnen zwischen 30 und 35 cm laut Rassestandard. Das Gewicht eines ausgewachsenen Zwergschnauzers liegt bei vier bis acht Kilogramm. Zugelassene Farben sind rein Schwarz mit schwarzer Unterwolle, Pfeffer-Salz, Schwarz-Silber und rein Weiß mit weißer Unterwolle. Nur etwa sieben Prozent der Welpen sind jedoch weiß.
Die Wesenszüge des Zwergschnauzers entsprechen grundsätzlich denen des Schnauzers, werden aber ergänzt durch das typische Temperament und Gebaren eines Kleinhundes. Demzufolge ist der Zwergschnauzer aufmerksam und sehr wachsam. Er soll klug und unerschrocken sein. Bei Hundebegegnungen zeigt er sich häufig respektlos und scheut die Konfrontation nicht. Der Zwergschnauzer ist Fremden gegenüber zunächst misstrauisch und zurückhaltend. Sonst hat er ein kernig-quirliges Temperament.

## Verwendung

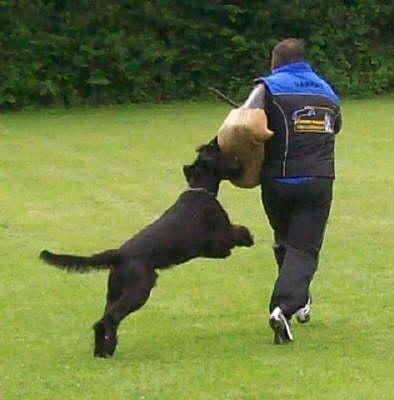
Riesenschnauzer beim Schutzdienst

Der Riesenschnauzer wird als Diensthund bei Militär, Zoll und Polizei verwendet. In Privathand findet man ihn im Gebrauchshundesport. Die Rasse zählt zu den anerkannten Gebrauchshunderassen. Auch als Rettungshunde werden Riesenschnauzer sowie Mittelschnauzer eingesetzt. Durch das ausgeglichene Wesen eignet sich der Schnauzer auch hervorragend als Blindenführhund und Assistenzhund.
Im privaten Bereich eignen sich die Schnauzer unter anderem für Obedience und Agility. Aufgrund der hervorragenden Riechleistungen werden sie auch erfolgreich bei Fährtenarbeit oder Mantrailing geführt.
Neben all diesen Einsatzbereichen werden Schnauzer häufig als Familienhund gehalten.

## Wesen
Schnauzer wurden als Rattler verwendet, um Ställe von Ratten und Mäusen freizuhalten. Diese Aufgabe erforderte, dass die Hunde mutig, wendig, flink und ausdauernd waren. Da auch die Bewachung von Fuhrwerken und Höfen zu den Aufgaben der Rasse zählte, zeichnen sich diese Hunde durch ihr aufmerksames, mutiges, absolut unbestechliches und loyales Wesen aus. Treffend heißt es häufig, dass der Schnauzer für seine Familie durchs Feuer geht. Diese Merkmale kennzeichnen den Schnauzer. Alle Schnauzer brauchen eine sehr frühe und vor allem konsequente Erziehung, da viele gern versuchen, ihren Kopf durchzusetzen, wenn ihre Position in der Familie nicht klar abgesteckt ist.

## Gesundheit
Bei Schnauzern besteht eine gewisse Rasseprädisposition für Plattenepithelkarzinome der Zehen. Beim Zwergschnauzer besteht eine Rassedisposition für eine Mukopolysaccharidose Typ VI.